# Ust'-Wym
Ust'-Wym (Ust'-Wym’, Ust'-Wymi, Ust-Wym, ros. Усть-Вымь, komi Емдін) – wieś (ros. село, trb. sieło) w Republice Komi w rejonie ust-wymskim, ośrodek ust-wymskiego osadnictwa wiejskiego (Усть-Вымское сельское поселение – odpowiednik sielsowietu).

## Geografia
Miejscowość położona na prawym brzegu rzeki Wym (Вымь), przy ujściu Wyma do Wyczegdy, 25 km na wschód od Ajkino (Айкино) – stolicy rejonu, 72 km na północny zachód od Syktywkaru, a 38 km na południowy wschód od centrum Mikunia. Naprzeciwko wsi, po drugiej (południowej) stronie Wyma znajduje się stacja kolejowa Ust'-Wym na linii kolejowej Mikuń-Syktywkar.

## Historia
Miejscowość założona w ośrodku kultu pogańskiego miejscowego ludu Komi, do którego w 1380 r. z misją chrystianizacyjną przybył mnich prawosławny Stefan. Stefan ściął świętą brzozę, a następnie w tym miejscu zbudował pierwszą świątynię chrześcijańską. W 1383 r. został biskupem nowo utworzonej diecezji permskiej.
Ust'-Wym znany wówczas pod nazwą „Stary Perm” stał się centrum religijnym, politycznym i gospodarczym regionu, zwanego Permem Wyczegodzkim (Пермь Вычегодская) lub Permem Małym (Пермь Вычегодская) w odróżnieniu od Permu Wielkiego, zamieszkanego przez Komi-Permiaków.
Od 1384 r. istniały tu dwie cerkwie, monaster i twierdza.
W XIV i XV w. Stary Perm był jedną z najważniejszych baz wypadowych Moskwy na północny wschód. W XVI w. miasto podupadło, a siedziba diecezji została w 1564 r. przeniesiona do Wołogdy.
W latach 1922–1928 miejscowość była centrum ujezdu w Komi-Zyriańskim Obwodzie Autonomicznym i Komijskiej Autonomicznej SRR, w latach 1929-1943 – centrum rejonu ust-wymskiego.
W należącym do Gułagu zespole łagrów w Ust'-Wymie po agresji ZSRR na Polskę NKWD więziło wielu obywateli polskich, w tym m.in. Mariana Czuchnowskiego i Stanisława Swianiewicza.